# U-342
U-342 — средняя немецкая подводная лодка типа VIIC времён Второй мировой войны.

## История
Заказ на постройку субмарины был отдан 20 января 1941 года. Лодка была заложена 7 декабря 1941 года на верфи Нордзееверке в Эмдене под строительным номером 214, спущена на воду 10 ноября 1942 года. Лодка вошла в строй 12 января 1943 года под командованием лейтенанта Альберта Хоссенфельдера.

### Флотилии
- 12 января 1943 года — 28 февраля 1944 года — 8-я флотилия (учебная)
- 1 марта 1944 года — 17 апреля 1944 года — 7-я флотилия

### История службы
Лодка совершила 2 боевых похода, успехов не достигла. Потоплена 17 апреля 1944 года к юго-западу от Исландии, в районе с координатами 60°32′ с. ш. 29°20′ з. д. глубинными бомбами с канадского самолёта типа «Каталина». 51 погибших (весь экипаж).